# أبو بردة بن أبي موسى الأشعري
أبو بُردة بن أبي موسى الأشعري (المتوفي سنة 103 هـ) فقيه تابعي كوفي، وأحد رواة الحديث النبوي، وقاضي الكوفة في زمن الحجاج بن يوسف الثقفي.

## سيرته
ولد أبو بردة بن أبي موسى الأشعري وأبوه أبو موسى واليًا على البصرة، فاسترضع له بالبادية، فجاءوا به وعليه بردة فكناه أبا بردة أما اسمه، فمُختلفٌ فيه، فيقال أن اسمه الحارث أو عامر ويقال اسمه كُنيته. لازم أبو بردة أباه، وكان يكتب حديثه إلى أن رآه أباه، فمحاه، وأمره بالحفظ بدلاً من الكتابة.
حين تولّى الحجاج بن يوسف الثقفي على العراق سنة 75 هـ، استعفى القاضي شريح من القضاء، فولّى الحجاج أبا بردة القضاء واتخذ من سعيد بن جبير كاتبًا له. وبعد موقعة الجماجم سنة 83 هـ، استعفى أبو بردة الحجاج من القضاء، واستقضى مكانه أخيه أبي بكر بن أبي موسى الأشعري. ولما تولّى يزيد بن المهلب خراسان ولاّه يزيد بعض المناطق فاستعفاه أبو برده، فأبى يزيد. ثم بعد فترة استعفاه أبو بردة مرة أخرى، فأجابه يزيد.
يعد أبو بردة عند ابن سعد في الطبقة الثانية من تابعي أهل الكوفة، وقد توفي أبو بردة بن أبي موسى الأشعري في الكوفة سنة 103 هـ، وقيل سنة 104 هـ.

## روايته للحديث النبوي
- روى عن: أبيه أبي موسى الأشعري وعلي بن أبي طالب وعائشة بنت أبي بكر وأسماء بنت عميس وعبد الله بن سلام وحذيفة بن اليمان ومحمد بن مسلمة وأبي هريرة وعبد الله بن عمرو بن العاص وعبد الله بن عمر بن الخطاب والبراء بن عازب ومعاوية بن أبي سفيان والأغر بن يسار المزني[2] وعوف بن مالك وزر بن حبيش[3] والأسود بن يزيد النخعي والربيع بن خثيم والزبير بن العوام وضبيعة بن حصين وعبد الله بن يزيد الأنصاري الخطمي وعروة بن الزبير[4] والمغيرة بن شعبة وأبي هلال العكي.[15]
- روى عنه: بنوه سعيد ويوسف وبلال وحفيده بريد بن عبد الله بن أبي بردة والشعبي والقاسم بن مخيمرة وأبو مجلز وأبو إسحاق السبيعي ومكحول الشامي وقتادة بن دعامة وعمرو بن مرة الجملي وطلحة بن مصرف وعبد الملك بن عمير وعدي بن ثابت وعون بن عبد الله بن عتبة والنضر بن أنس بن مالك وأبو إسحاق الشيباني وأبو صخرة جامع بن شداد وثابت البناني وأشعث بن أبي الشعثاء وحكيم بن الديلم وحميد بن هلال العدوي وطلحة بن يحيى بن طلحة بن عبيد الله وفرات بن السائب وليث بن أبي سليم وبكير بن عبد الله بن الأشج ويونس بن أبي إسحاق السبيعي[2] وعمر بن عبد العزيز وعاصم بن كليب وأبو حصين عثمان بن عاصم ومحمد بن المنكدر وسالم أبو النضر وغيلان بن جرير وعاصم بن بهدلة وموسى الجهنى[6] والقاسم بن عثمان البصري وسليمان بن داود الخولاني[3] وإبراهِيم بن عبد الرحمن السكسكي والأجلح بن عبد الله الكندي والأزرق بن قيس وإسحاق بن يحيى بن طلحة بن عبيد الله وإسماعيل بن أبي خالد وأشعث بن سوار والبختري بن المختار وتوبة العنبري وثابت بن الحجاج وجابر بن يزيد الجعفي والحسن بن الحكم النخعي وخالد بن سلمة وداود بن يزيد الأودي وسليمان بن علي الهاشمي وسيار أبو الحكم وشعبة بن دينار الكوفي وطليق بن عمران بن حصين وابنه عبد الله بن أبي بردة[15] وأبو حريز عبد الله بن الحسين قاضي سجستان وعبد الله بن الربيع بن خثيم وعبد الله بن عثمان بن خثيم المكي وعبد الأعلى بن أبي المساور وعبد الرحمن بن زيد بن الخطاب وعبد الرحمن بن عابس بن ربيعة وعبد العزيز بن رفيع وعبيد بن أبي أمية الطنافسي وعطاء بن أبي ميمونة وعمارة القرشي البصري وعمر بن أبي زائدة وعمرو بن عثمان بن عبد الله بن موهب وعمرو بن قيس السكوني ولقيي أبو المغيرة ومحمد بن قيس المدني ومحمد بن واسع وأبو سهيل نافع بن مالك بن أَبي عامر الأصبحي وأبو إسحاق هارون الكوفي ووائل بن داود الكوفي والوليد بن عيسى العامري وأبو جناب الكلبي.[16]
- الجرح والتعديل: قال عنه ابن سعد: «كان ثقة، كثير الحديث»،[2][11] وقال العجلي: «كوفي تابعي ثقة»،[2][11] وقال الفضل بن دكين: «كان ثقة، كثير الحديث»[14] وقال أحمد بن حنبل: «كوفي ثقة»،[8] وقال ابن خراش: «صدوق، ثقة»، كما ذكره ابن حبان في كتابه «الثقات».[11]